# Церква Собору Пресвятої Богородиці (Улашківці)
Церква Собору Пресвятої Богородиці в Улашківцях — парафія і храм греко-католицької громади Улашківського деканату Бучацької єпархії Української греко-католицької церкви в селі Улашківці Чортківського району Тернопільської области.

## Історія
Дерев'яну церкву, збудовану в 1784 році, знищила пожежа під час Першої світової війни. У 1921 році на її місці звели кам'яну каплицю.
У 1946 році парафія перейшла під юрисдикцію РПЦ, але в 1991 році повернулася до УГКЦ.
У 1992 році єпископ Іриней Білик освятив наріжний камінь для будівництва нового кам'яного храму, який урочисто освятили 8 січня 2001 року. Розпис церкви виконав Іван Красевич із Львівщини, а освятив його владика Бучацької єпархії Дмитро Григорак.
У храмі зберігаються мощі святого Пантелеймона цілителя.
На парафії діє братство «Апостольство молитви», недільна школа, проводяться регулярні реколекції для дорослих та літні табори для школярів.

## Парохи
- о. Іван Чмола
- о. Яків Тарнавський (1921—1941)
- о. Мар'ян Лютак, ЧСВВ
- о. Павло Прокіп
- о. Капалай
- о. Володимир Рущицький (1942—1979)
- о. Роман Левенець
- о. Михайло Карпець
- о. Йосип (1989—1992)
- о. Роман
- о. Ігор-Іван Лесюк (від 1994)